# Consistório Ordinário Público de 2023
O Consistório Ordinário Público de 2023 ocorreu na Cidade do Vaticano em 30 de setembro de 2023 sob a presidência do Papa Francisco. Neste Consistório foram criados 21 novos cardeais, dos quais 18 eleitores e 3 eméritos.

## Enquadramento

### Consistório
O Consistório Ordinário Público de 2023 foi o nono do pontificado do Papa Francisco. O Papa criou 21 novos cardeais, dos quais 18 eleitores e 3 eméritos (não eleitores). Neste Consistório foram criados o primeiro cardeal do Sudão do Sul e o primeiro Reitor-Mor da Congregação Salesiana no exercício da função. O frei Luis Pascual Dri, O.F.M. Cap., por conta de sua idade, não viajou para receber suas insígnias.
Em sua homilia, Francisco destacou o texto dos Atos dos Apóstolos: "Trata-se de um texto fundamental, a narração do Pentecostes, o batismo da Igreja. Mas aquilo que, na realidade, atraiu o meu pensamento foi um detalhe, ou seja, esta constatação saída da boca dos judeus, que então «residiam em Jerusalém»: são «partos, medos, elamitas...», e assim por diante. Esta longa lista de povos fez-me pensar nos cardeais, que, graças a Deus, são de todas as partes do mundo, das mais diversas nações. Por isso mesmo escolhi esta passagem bíblica".
"Ao lermos a narração do Pentecostes, normalmente nos identificamos com os Apóstolos. É natural que assim seja. Ao passo que aqueles «partos, medos, elamitas», etc. que, na minha mente, associava aos cardeais, não pertencem ao grupo dos discípulos, estão fora do Cenáculo, fazem parte daquela «multidão» que se reuniu quando ouviu o ruído causado pela forte rajada de vento. Os Apóstolos eram «todos galileus», enquanto o povo que se reunira era «proveniente de todas as nações que há debaixo do céu», precisamente como o são os bispos e os cardeais no nosso tempo", afirmou.
Concluiu que "somos evangelizadores na medida em que conservamos no coração a maravilha e a gratidão de ter sido evangelizados; melhor, de ser evangelizados, porque trata-se, na realidade, de um dom sempre atual, que pede para ser continuamente renovado na memória e na fé. Evangelizadores evangelizados, e não funcionários.".
Na sequência do Consistório, foi realizado a Vigília de Oração Ecumênica, com a presença, além do Papa Francisco, do Patriarca Ecumênico de Constantinopla, Bartolomeu I, do Arcebispo de Cantuária, Justin Welby, entre outras lideranças.

## Cardeais
Os prelados elevados ao cardinalado foram os seguintes:
| Nº                                | País               | Nome                                  | Idade              | Cargo                                                                                 | Título ou Diaconia                                              |
| Cardeais Eleitores                | Cardeais Eleitores | Cardeais Eleitores                    | Cardeais Eleitores | Cardeais Eleitores                                                                    | Cardeais Eleitores                                              |
| --------------------------------- | ------------------ | ------------------------------------- | ------------------ | ------------------------------------------------------------------------------------- | --------------------------------------------------------------- |
| 1                                 | Estados Unidos     | Robert Francis Prevost, O.S.A.        | 68                 | Prefeito do Dicastério para os Bispos                                                 | Cardeal-diácono de Santa Mônica                                 |
| 2                                 | Itália             | Claudio Gugerotti                     | 67                 | Prefeito do Dicastério para as Igrejas Orientais                                      | Cardeal-diácono de Sant'Ambrogio della Massima                  |
| 3                                 | Argentina          | Víctor Manuel Fernández               | 61                 | Prefeito do Dicastério para a Doutrina da Fé                                          | Cardeal-diácono de Santos Urbano e Lourenço na Prima Porta      |
| 4                                 | Suíça              | Emil Paul Tscherrig                   | 76                 | Núncio apostólico na Itália                                                           | Cardeal-diácono de São José na Via Trionfale                    |
| 5                                 | França             | Christophe Louis Yves Georges Pierre  | 77                 | Núncio apostólico nos Estados Unidos                                                  | Cardeal-diácono de São Bento fora da Porta de São Paulo         |
| 6                                 | Israel             | Pierbattista Pizzaballa, O.F.M.       | 58                 | Patriarca Latino de Jerusalém                                                         | Cardeal-presbítero de Santo Onofre                              |
| 7                                 | África do Sul      | Stephen Brislin                       | 67                 | Arcebispo da Cidade do Cabo                                                           | Cardeal-presbítero de Santa Maria Domenica Mazzarello           |
| 8                                 | Argentina          | Ángel Sixto Rossi, S.J.               | 65                 | Arcebispo de Córdoba                                                                  | Cardeal-presbítero de Santa Bernadette Soubirous                |
| 9                                 | Colômbia           | Luis José Rueda Aparicio              | 61                 | Arcebispo de Bogotá                                                                   | Cardeal-presbítero de São Lucas na Via Prenestina               |
| 10                                | Polónia            | Grzegorz Ryś                          | 59                 | Arcebispo de Łódź                                                                     | Cardeal-presbítero de Santos Cirilo e Metódio                   |
| 11                                |                    | Stephen Ameyu Martin Mulla            | 59                 | Arcebispo de Juba                                                                     | Cardeal-presbítero de Santa Gemma Galgani                       |
| 12                                | Espanha            | José Cobo Cano                        | 58                 | Arcebispo de Madri                                                                    | Cardeal-presbítero de Santa Maria de Mont'Serrat dos Espanhóis  |
| 13                                | Tanzânia           | Protase Rugambwa                      | 63                 | Arcebispo coadjutor de Tabora                                                         | Cardeal-presbítero de Santa Maria de Montesanto                 |
| 14                                | Malásia            | Sebastian Francis                     | 71                 | Bispo de Penang                                                                       | Cardeal-presbítero de Santa Maria Causa da nossa Alegria        |
| 15                                | Hong Kong          | Stephen Chow Sau-yan, S.J.            | 64                 | Bispo de Hong Kong                                                                    | Cardeal-presbítero de São João Batista de La Salle              |
| 16                                | França             | François-Xavier Bustillo, O.F.M.Conv. | 54                 | Bispo de Ajaccio                                                                      | Cardeal-presbítero de Santa Maria Imaculada de Lurdes em Boccea |
| 17                                | Portugal           | Américo Manuel Alves Aguiar           | 49                 | Bispo auxiliar de Lisboa Eleito Bispo de Setúbal                                      | Cardeal-presbítero de Santo Antônio de Pádua na Via Merulana    |
| 18                                | Espanha            | Ángel Fernández Artime, S.D.B         | 63                 | Reitor-Mor dos Salesianos                                                             | Cardeal-diácono de Santa Maria Auxiliadora na Via Tuscolana     |
| Cardeais Eméritos (não eleitores) |                    |                                       |                    |                                                                                       |                                                                 |
| 19                                | Itália             | Agostino Marchetto                    | 83                 | Secretário emérito do Pontifício Conselho para a Pastoral dos Migrantes e Itinerantes | Cardeal-diácono de Santa Maria Goretti                          |
| 20                                | Venezuela          | Diego Rafael Padrón Sánchez           | 84                 | Arcebispo emérito de Cumaná                                                           | Cardeal-presbítero de São Caetano                               |
| 21                                | Argentina          | Luis Pascual Dri, O.F.M. Cap.         | 96                 | Confessor no Santuário de Nossa Senhora de Pompeia, em Buenos Aires                   | Cardeal-diácono de Santo Ângelo em Pescheria                    |